# ミラン・クーチャン
ミラン・クーチャン（Milan Kučan、1941年1月14日 - ）は、旧ユーゴスラビア（ユーゴスラビア社会主義連邦共和国）及びスロベニアの政治家。1991年のスロベニア独立とともに初代大統領に就任し、2002年まで務めた。

## 来歴
ユーゴスラビア王国のプレクムリェ地方の村クリジェフチに生まれる。17歳の時ユーゴスラビア共産党に入党し、リュブリャナ大学で法学を学んでいた最中から政治的キャリアを始めていた。1964年に大学の党委員長に就任。1978年にはユーゴスラビア社会主義連邦共和国のスロベニア社会主義共和国議会議長に選出された。1986年にスロベニア共産党中央委員会政治局員に就任。その頃から党と国家の分離や人権保護活動、政治的多元論に賛成していた。スロベニア社会主義共和国の憲法改正後の1990年4月に58％の得票率で大統領に選出された。
1990年12月にスロベニアのユーゴスラビアからの分離独立に賛成し、翌1991年6月に独立宣言を行った。短期間の紛争ののち独立は国際的な承認を得たため、翌1992年に初代スロベニア共和国大統領に選出された。1997年に56％の支持で再選を果たし、憲法が三選を禁じているため、二期目が終了した2002年に退任した。後任はヤネス・ドルノウシェクであった。
共産党の政治家でもあったクーチャンについては、その過去について議論も多い。クーチャンは社会民主主義統一リストの党員である。夫人はシュテフカ・クーチャン。
| 公職                                                         | 公職                                     | 公職                        |
| ------------------------------------------------------------ | ---------------------------------------- | --------------------------- |
| 先代 ヤネス・スタノウニク （スロベニア人民共和国幹部会議長） | スロベニア共和国大統領 初代：1991 - 2002 | 次代 ヤネス・ドルノウシェク |